# Federico Urrecha
Federico Urrecha Segura (San Martín de Unx, 1855-Barcelona, 1935) fue un escritor y periodista español.

## Biografía

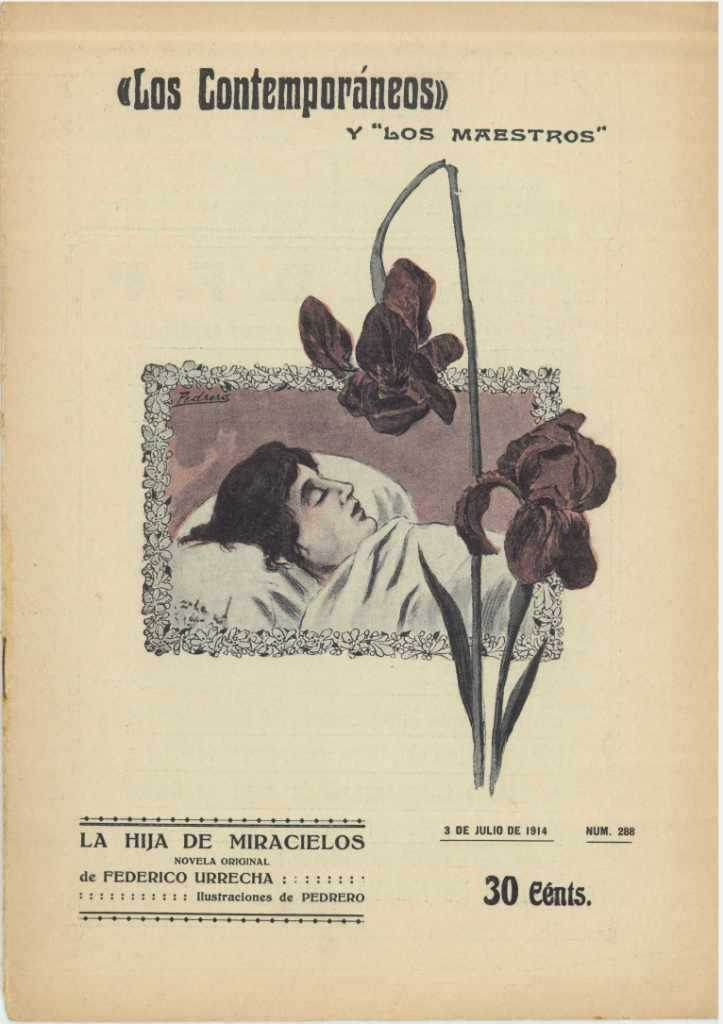
La hija de Miracielos, novela de Federico Urrecha publicada en 1914 como parte de la colección «Los Contemporáneos» y "Los Maestros".

Nacido en 1855, en concreto el día 4 de marzo, en la localidad navarra de San Martín de Unx, fue funcionario del cuerpo pericial de aduanas, novelista, dramaturgo y periodista.
Fue director de Los Madriles y redactor de El Imparcial y el Heraldo de Madrid, además de colaborador de La Gran Vía (1893), La Lidia (1894), El Día, La España Moderna, El Diluvio de Barcelona (1903), El Noroeste de Gijón (1903) y El Globo (1904), entre otras publicaciones periódicas. Fue autor además de un par de obras sobre el mundo del teatro, tituladas Apuntes de un traspunte (1900) y El teatro contemporáneo en Barcelona (1910).
A Urrecha, que firmaba a veces «F. Romancier», se le ha hecho fallecido en 1930 en Madrid, si bien la prensa madrileña dejaba constancia de su muerte en Barcelona en junio de 1935.